# Мулино Черати (Кунео)
Мулино Черати је насеље у Италији у округу Кунео, региону Пијемонт.
Према процени из 2011. у насељу је живело 26 становника. Насеље се налази на надморској висини од 367 м.